# Annuit cœptis

Rub státní pečeti USA

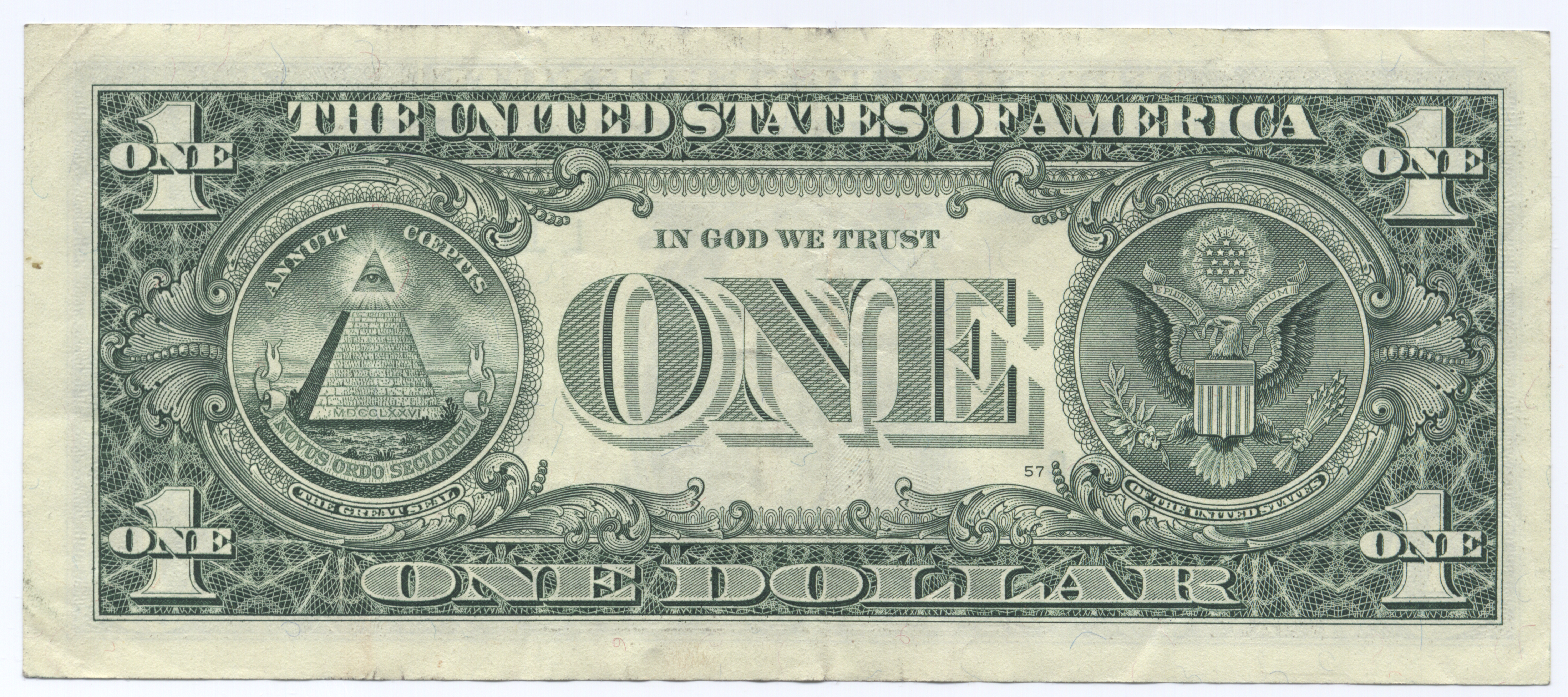
Zadní strana jednodolarové bankovky.

„Annuit cœptis“ (latinsky „schválil započaté“, českou výslovností latiny [annuit céptís], přesnější jazykový rozbor a více variant překladu viz níže) je jedno ze dvou hesel na rubu státní pečeti USA. Autorem pečeti i této formulace hesla byl sekretář Kontinentálního kongresu Charles Thomson, vychází však z děl latinského básníka Publia Vergilia Marona.
Sám Thomson vysvětlil význam motta takto: „Oko nad ní (pyramidou) a motto odkazují na mnoho významných zásahů prozřetelnosti ve prospěch americké věci.“ 

## Jazykový rozbor
Latinské annuo (nebo také adnuo) znamená v původním významu „přikyvovati, kynouti hlavou, pokynouti“, v přeneseném významu pak také „pokynem dovoliti, svoliti, přisvědčiti, schváliti, souhlas dáti, přáti, býti milostiv“ . Tvar annuit může být buď třetí osoba jednotného čísla oznamovacího způsobu minulého času (schválil), nebo třetí osoba jednotného čísla oznamovacího způsobu času přítomného (schvaluje).
Výraz cœptis je dativ neutra množného čísla výrazu cœptus, což je participium perfekta pasiva od slovesa cœpī, „začínati“. Množné číslo neutra se v latině používá v obecném významu, tvar „cœpta“ tedy znamená doslova „započaté (věci)“, volněji „to, co je započaté“.
Doslovný překlad by tedy byl: „přikývl (nebo: přikyvuje) započatým (věcem)“, volnější „schválil (nebo: schvaluje) započaté; schválil, co bylo započato“.
Ačkoli ve větě není explicitně vyjádřen podmět, z Thomsonova výkladu vyplývá, že je míněn Bůh, respektive Prozřetelnost. Latinské znění nevyjadřuje ani rod, proto je teoreticky možné přeložit i schválila započaté nebo schválilo započaté. Oficiální anglický překlad ministerstva zahraničí USA zní: „He [God] has favored our undertakings“, tedy „On (Bůh) projevil přízeň našim podnikům“  (myšleno pochopitelně ve smyslu podnikutým akcím).
Uvádí se, že heslo „Annuit cœptis“ má 13 písmen, což může být interpretováno jako symbol pro 13 zakládajících států USA (číslo 13 se na pečeti objevuje vícekrát). Tak by to bylo v případě, kdy by použitá grafická forma byla annuit coeptis. Na pečeti i bankovkách se však používá alternativní zápis s ligaturou (písmena o a e se píší dohromady), který má pouze dvanáct písmen.

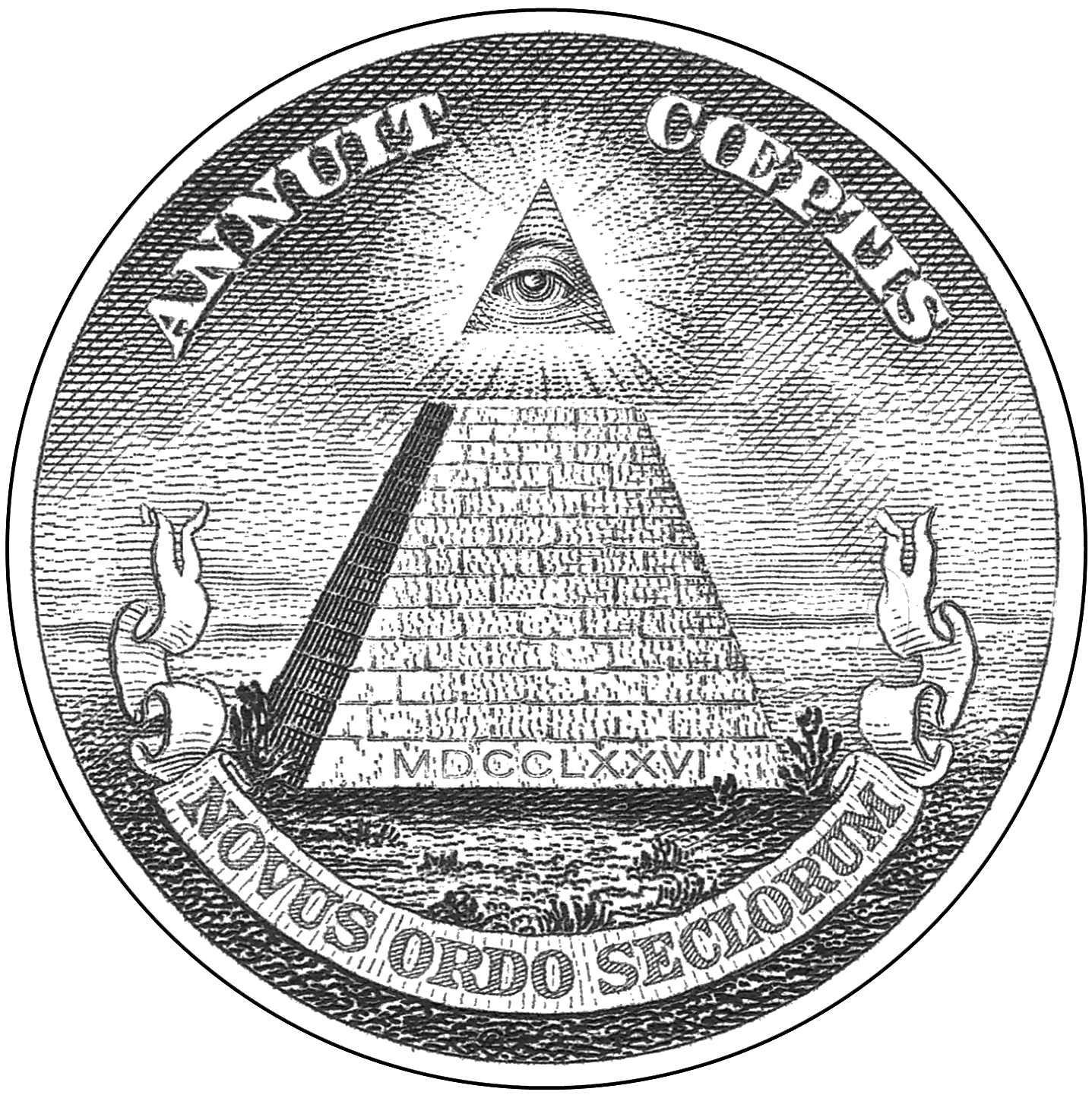
Symbol na bankovce

## Původ
Jde o obměnu verše z Vergiliovy Aeneidy (IX,625), v níž se jedna z postav, Ascanius, modlí před svou první bitvou k Jupiterovi: Iuppiter omnipotens, audacibus adnue coeptis. V českém překladu Otmara Vaňorného tento verš zní: „Iove, ty všemocný otče, ó přispěj smělému činu!“ .
Podobná formulace se objevuje také v jiném Vergiliově díle, v Georgikách, jejichž verš I,40 zní: da facilem cursum atque audacibus annue cœptis, ve Vaňorného překladu „usnadni cestu mou, smělému podniku mému buď přízniv“; v tomto případě je osloveným Augustus a směle započatým samotné básníkovo dílo. V obou Vergiliových textech se tedy tato formulace objevuje v rozkazovacím způsobu, zatímco v hesle je uvedena ve třetí osobě jednotného čísla minulého (nebo přítomného) času oznamovacího způsobu.

## Kontext pečeti
Nápis je umístěn na rubu pečeti nahoře nad nedokončenou pyramidou s vševidoucím okem. Kromě tohoto hesla je na rubu pečeti (dole pod pyramidou) ještě heslo „Novus ordo seclorum“, „nový řád věků“. Také toto heslo je obměnou Vergilia (Bucolica IV,6: Magnus ab integro saeclorum nascitur ordo, ve Vaňorného překladu: „velké pořadí věků, jak bývalo, počíná znova“) a podle Thomsonova vlastního výkladu vyjadřuje počátek nové americké éry. Společně s rubem pečetě je rovněž na jednodolarové bankovce.
Na líci pečeti je další motto, „E pluribus unum“, „Z mnohých jedno“. Rovněž toto heslo má 13 písmen.
Symbolika pečeti je častým předmětem konspiračních teorií.